# Розовый какаду
Розовый какаду, или гала (лат. Eolophus roseicapilla, син. Eolophus roseicapillus, Kakatoe roseicapillus) — птица семейства какаду. Единственный вид рода.

## Описание
Небольшого размера какаду: общая длина 35—36 см, масса самца около 345 г, масса самки около 311 г. Облик характерный, несхожий с другими видами. В окраске оперения заметный контраст между яркими головой и брюхом с одной стороны, и тёмными спиной, крыльями и хвостом с другой. Голова выше уровня глаз светло-розовая, ниже розовато-красная. В аналогичный розовато-красный цвет окрашены горло, зоб, грудь и брюхо. Напротив, спина и кроющие пепельно-серые, поясница беловато-серая, маховые перья бурые, рулевые тёмно-бурые. Подхвостье белое. На голове развит небольшой хохол. Клюв светло-серый или цвета слоновой кости, неоперённые участки кожи вокруг глаз голубоватые или розовые, ноги тёмно-серые. Радужина тёмно-коричневая у самцов и розовая у взрослых самок. У самцов орбитальное кольцо шире и морщинистее, чем у самок; другие внешние половые отличия отсутствуют. У молодых птиц обоего пола радужина коричневая.
Специалисты выделяют три подвида, изменчивость между которыми проявляется в общих размерах, тональности окраски оперения головы, и окраске орбитального кольца. У юго-восточного подвида E. r. albiceps перья верхней части головы и затылка белые с розовым оттенком в основании, орбитальное кольцо розовое. Западный подвид E. r. roseicapilla выделяется голубоватым окрасом кольца, северный подвид E. r. kuhli — меньшими размерами.

## Распространение
Это наиболее распространённый какаду: ареал охватывает почти всю территорию Австралии, а также Тасманию (где появился благодаря человеку) и другие близлежащие острова. До прихода европейцев обитал главным образом в долинах рек во внутренних, аридных областях континента. Вырубка деревьев и кустарников, развитие сельского хозяйства, сооружение плотин привели к существенному расширению области обитания. Особую роль сыграли посевы зерновых культур, значительно увеличившие кормовую базу птиц. Пример быстрой экспансии показали в своей книге австралийские орнитологи Денис Саундерс (Denis Saunders) и Джон Ингрэм (John Ingram): если в начале XX столетия гала были крайне редкими птицами на юго-западе континента, то к его концу, когда получил развитие так называемый «пшеничный пояс», они стали многочисленным и обычным видом, вытесняя другие гнездящиеся в дуплах виды птиц.

## Образ жизни
Изначально населяли лесистые местности и луга в полусухих зонах, на сегодняшний день — все открытые зоны страны, саванны, включая обрабатываемые местности и горы, полуаридные зоны, равнины, луга и открытые лужайки, поля, посевы, города, парки и территории для гольфа. Реже встречается в лесах. Держатся мелкими (до 20 особей) или крупными (200—1000 особей) стаями. Ведут оседлый образ жизни. Большую часть дня отдыхают в кроне деревьев, обгрызая при этом кору и листья. После вечернего водопоя разбиваются на пары и улетают к постоянному месту ночлега. Любят купаться. Во время дождя висят вниз головой с распахнутыми крыльями. Птицы, живущие в засушливых районах (север Австралии), в период засухи кочуют. По земле ходят медленно. Летают быстро, до 70 км/ч. Питаются семенами трав, зерном (особенно пшеницей и овсом), подсолнухом, геранью (пеларгонией), каперсами, фруктами и ягодами (страстоцвета, манго, дынного дерева, папайи), орешками (упавшие орехи пандан и шишки казуарины), корнями, ростками, травянистыми растениями, цветами, почками, насекомыми и их личинками. Очень любят Emex australis. Кормятся рано утром и вечером, в основном на земле, сбиваясь при этом в большие стаи. Во время приёма пищи выставляют часового.

## Размножение
Гнёзда находятся высоко в дуплах каучуконосов. Предпочитают дупла расположенные на высоте 4—20 м. Кора вокруг входа в них очищена до древесины, а внутри всегда выстлано листьями эвкалипта. В кладке от 2 до 5 белых яиц, которые насиживают оба партнёра, ночью — только самка. Птенцы вылупляются через месяц, примерно ещё через месяц они вылетают из гнезда.
Когда птенцы покидают гнездо, они собираются в «детские сады», насчитывающие до 100 молодых птиц. Узнают родителей по голосу и всегда возвращаются к родному гнезду за пищей. Позже семьи объединяются в стаи до 1000 птиц.

## Угрозы и охрана
Из-за опустошительных налётов на поля сельскохозяйственных культур люди причислили этих какаду к разряду вредных птиц и уничтожают их в больших количествах всеми доступными способами, включая отстрел из ружей и опрыскивание небольших полей ядами. Много розовых какаду гибнет на автострадах под колёсами машин и при столкновении с ними.
Название «Galah», в переводе с местного диалекта значит клоун, дурень.

## Содержание
Миролюбивые птицы, быстро привыкают к человеку и к домашнему содержанию. Их выпускают полетать на свободе. Далеко от дома они не улетают и всегда возвращаются. Способность их к воспроизведению речи ограничена. Продолжительность жизни в неволе более 50 лет. Впервые в Европу их завезли в 1843 году.

## Классификация
Вид включает в себя 3 подвида:
- Eolophus roseicapilla albiceps Schodde, 1989
- Eolophus roseicapilla kuhli (Mathews, 1912)
- Eolophus roseicapilla roseicapilla (Vieillot, 1817)

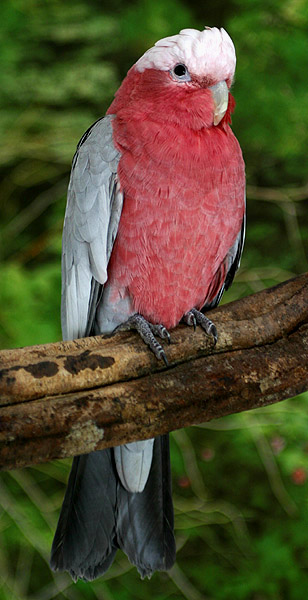
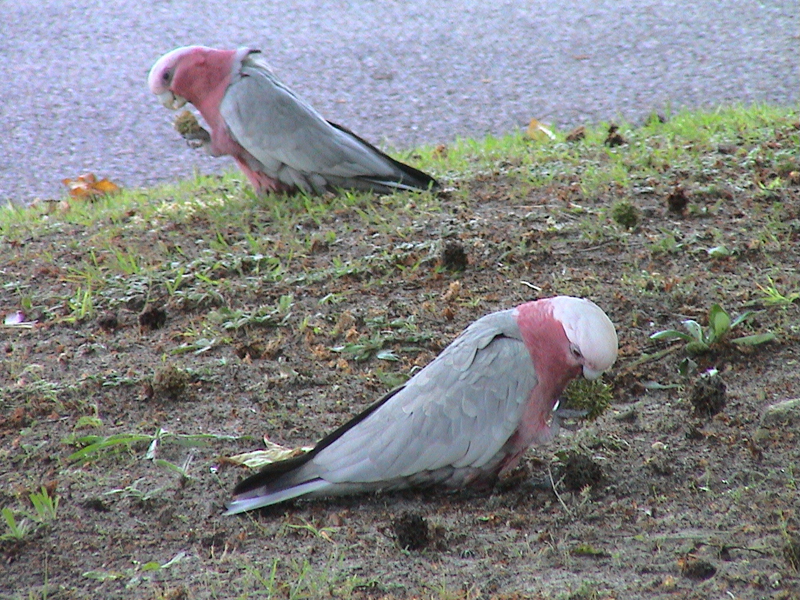
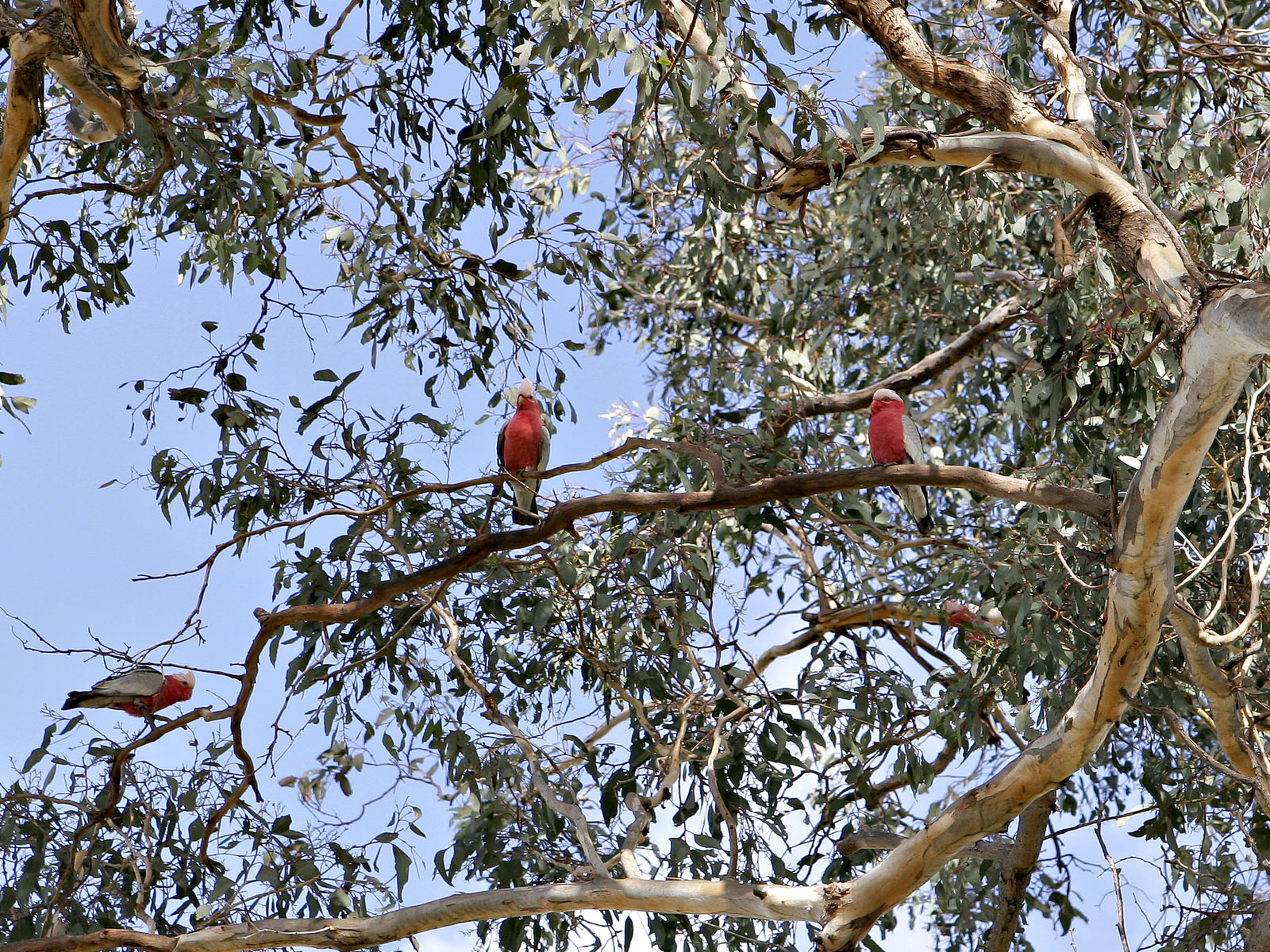
Розовые какаду, сидящие на эвкалипте
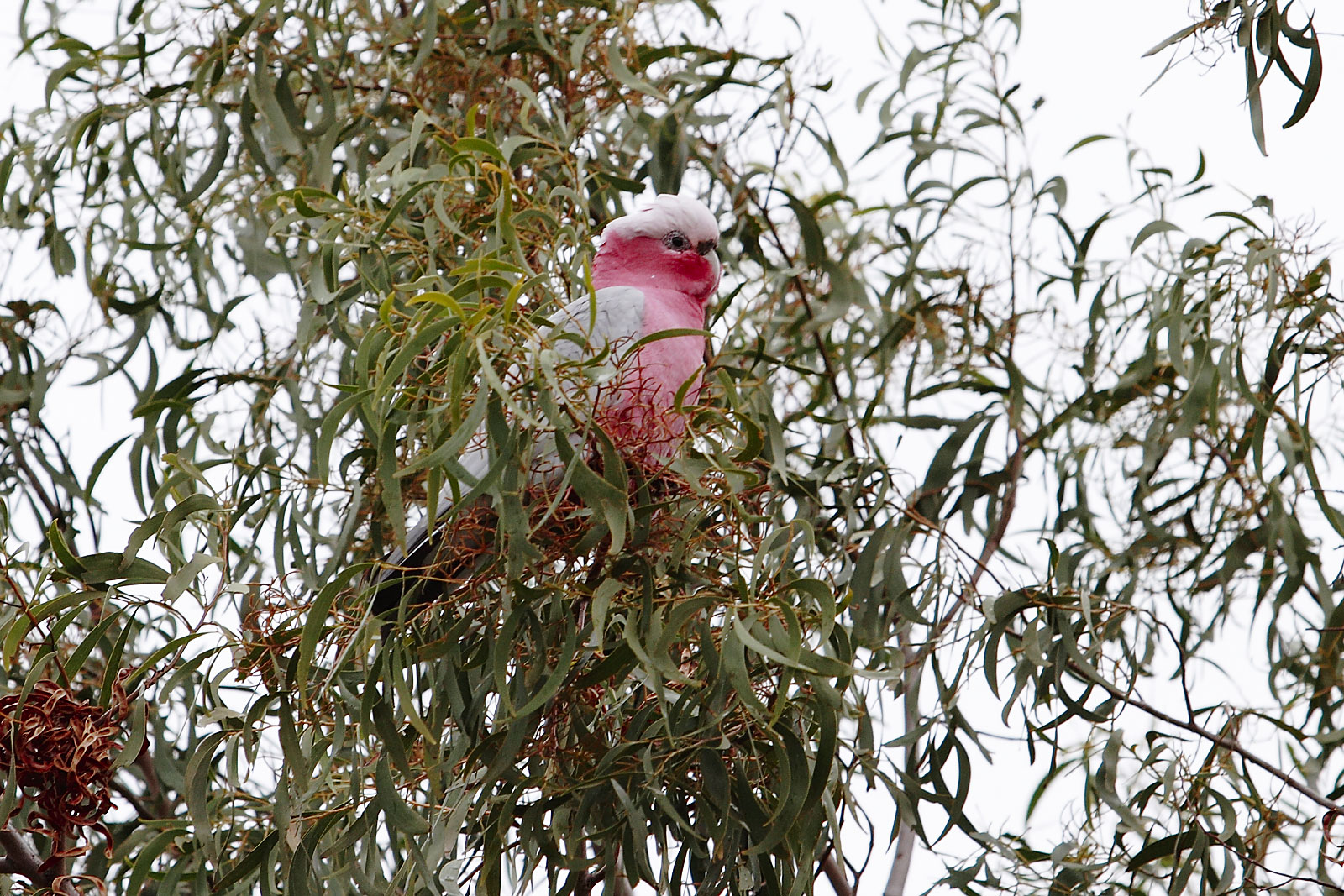
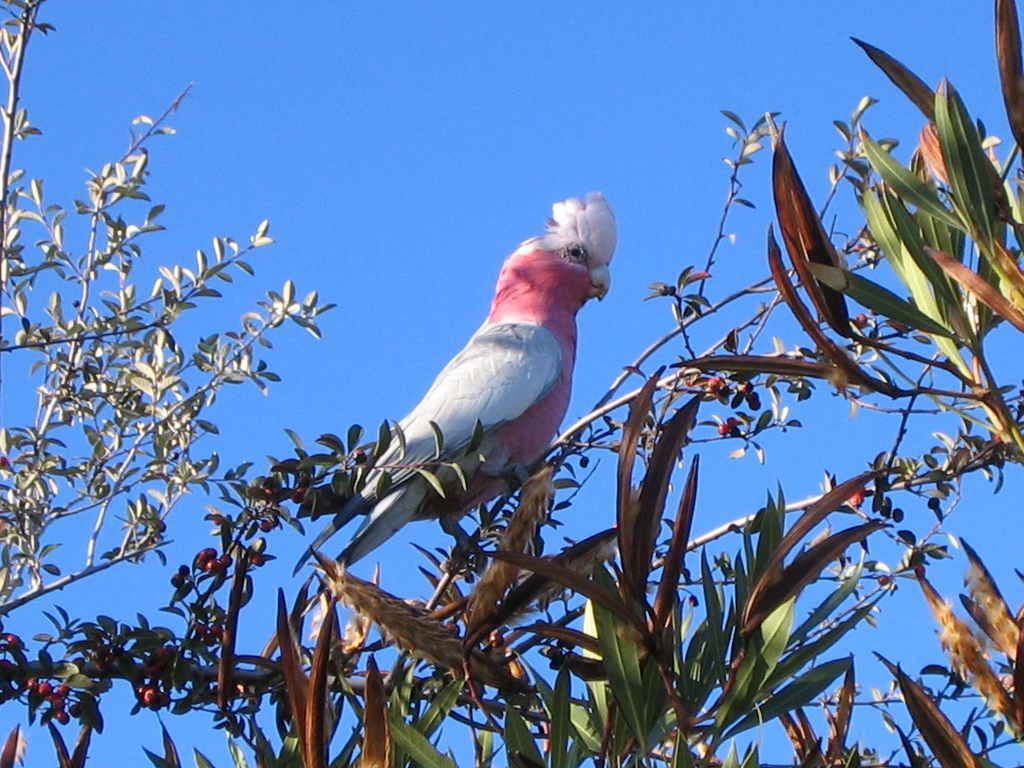
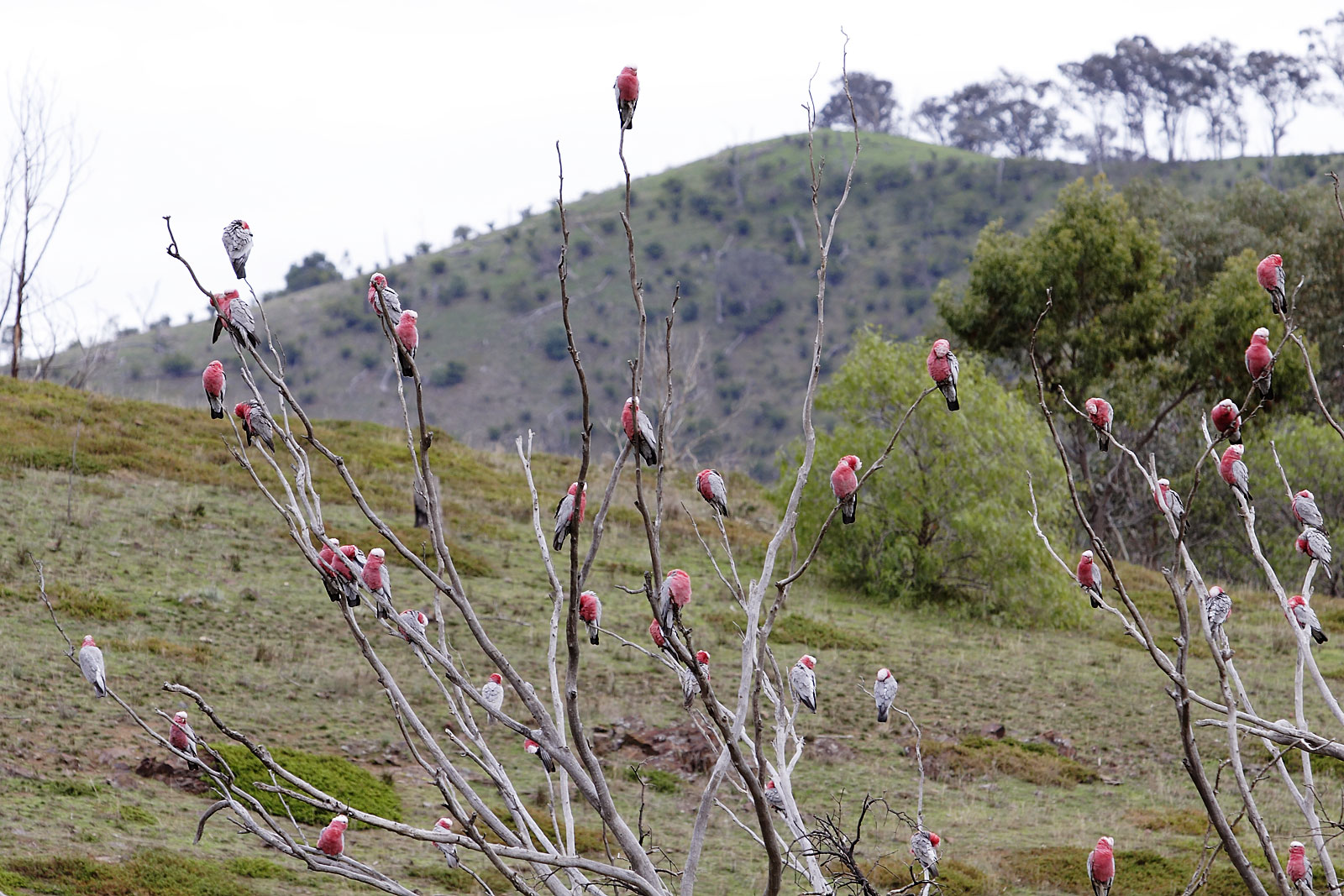
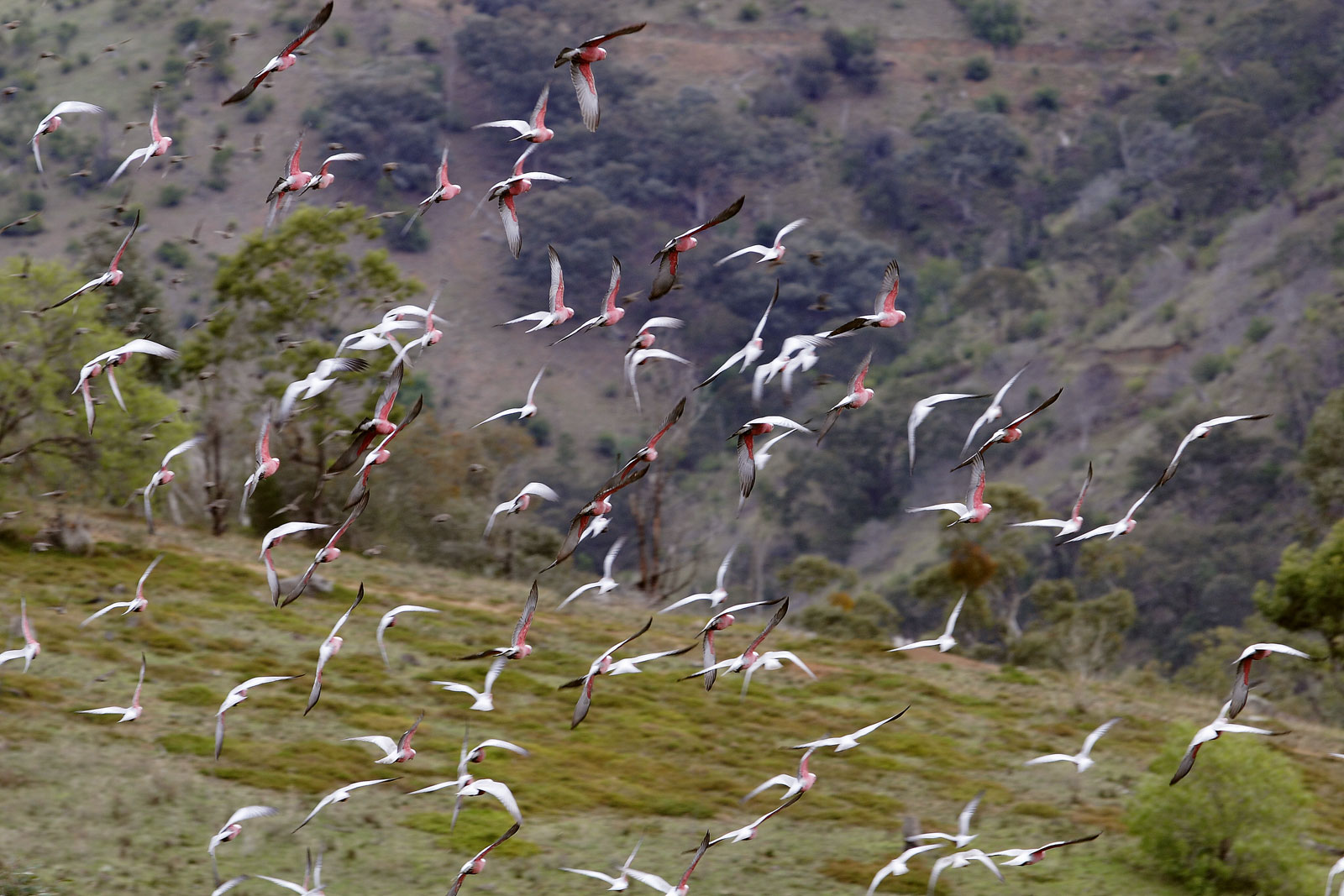
Стая розовых какаду
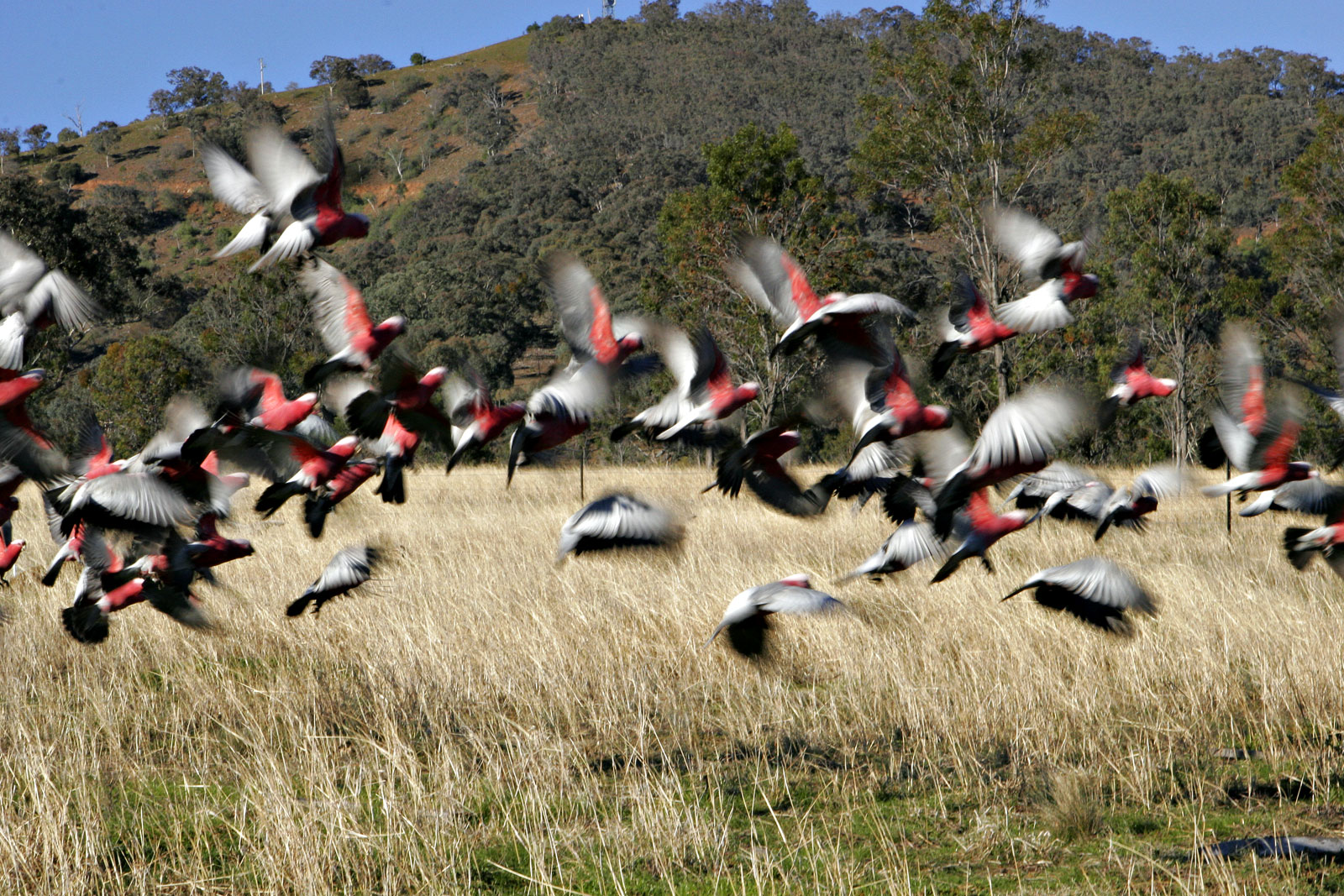